# Bang Kruai (huyện)
Bang Kruai (tiếng Thái: บางกรวย) là một huyện (amphoe) ở phía nam của tỉnh Nonthaburi, miền trung  Thái Lan.

## Lịch sử
Huyện được lập Năm 1904 với tên Bang Yai. Năm 1917, phần phía bắc được tách ra để lập tiểu huyện (King Amphoe) Bang Mae Nang. Năm 1921, Bang Mae Nang trở thành huyện.
Ngày 19 tháng 10 năm 1930, huyện đã được đổi tên thành Bang Kruai, theo từ Thái do hình dạng của huyện. Đồng thới, Bang Mae Nang nhận tên cũ của huyện này.

## Địa lý
Các huyện giáp ranh (từ phía bắc theo chiều kim đồng hồ): Bang Yai, Mueang Nonthaburi, huyệns Bang Sue, Bang Phlat, Taling Chan, Thawi Watthana của Bangkok, và cuối cùng là Phutthamonthon (tỉnh Nakhon Pathom).

## Hành chính
Huyện này được chia thành 9 phó huyện (tambon), các đơn vị này lại được chia ra thành 60 làng (muban).
| Nr. | Tên            | Tên tiếng Thái |  |  |    |                |          |  |
| 1.  | Wat Chalo      | วัดชลอ          |  |  | 6. | Bang Khu Wiang | บางคูเวียง |  |
| 2.  | Bang Kruai     | บางกรวย        |  |  | 7. | Maha Sawat     | มหาสวัสดิ์  |  |
| 3.  | Bang Si Thong  | บางสีทอง        |  |  | 8. | Plai Bang      | ปลายบาง  |  |
| 4.  | Bang Khanun    | บางขนุน         |  |  | 9. | Sala Klang     | ศาลากลาง |  |
| 5.  | Bang Khun Kong | บางขุนกอง       |  |  |    |                |          |  |